# Le Petit Nice
Pour Le Petit Nice, plage de La Teste-de-Buch, voir Le Petit Nice (homonymie).
Le Petit Nice est un hôtel cinq étoiles situé à Marseille, dans les Bouches-du-Rhône. Il s'agit également de l'un des meilleurs restaurants de France avec 3 étoiles au Guide Michelin. Il appartient au chef cuisinier Gérald Passédat depuis 1985 et est situé sur la corniche Kennedy dans le 7e arrondissement.

## Histoire
En 1917, Germain Passédat, boulanger-pâtissier de formation, décide d'acheter sur la corniche de Marseille la Villa Corinthe, une villa de style néo-grec pour en faire un restaurant : Le Petit Nice. Son fils Jean-Paul prend ensuite la tête du restaurant et décide d'entreprendre avec sa femme dans les années 1960 la transformation du Petit Nice en hôtel de luxe.
En 1975, le restaurant devient membre des Relais et Châteaux et obtient avec Jean-Paul Passédat une première étoile au Guide Michelin en 1979, puis une seconde en 1981. Puis en 1985 c'est Gérald Passédat qui devient chef-cuisinier et le restaurant obtient une troisième étoile en 2008, devenant ainsi le premier restaurant trois étoiles de la région Provence-Alpes-Côte d'Azur.
Un tiers de la surface du parking du restaurant dépasse (en encorbellement) le trait de côte qui délimite le domaine public maritime, en dépit de la loi littoral.